# Боярская (Холмогорский район)
Боярская — деревня в Холмогорском районе Архангельской области.

## География
Находится в центральной части Архангельской области на расстоянии приблизительно 9 км на восток по прямой от районного центра села Холмогоры на юго-восточном берегу острова Куростров в пойме реки Северная Двина.

## История
В 1859 году здесь (тогда деревня Холмогорского уезда Архангельской губернии) было учтено 15 дворов, в 1905 — 23. До 2022 года входила в Холмогорское сельское поселение до его упразднения. Кода-то здесь находилась Богородицерождественская церковь местного прихода.

## Население
Численность населения: 85 человек (1859 год), 165 (1905), 89 (русские 99 %) в 2002 году, 57 в 2010.